# Bor (Krasnoiarsk)
Bor (en rus: Бор) és un poble (possiólok) del krai de Krasnoiarsk, a Rússia, que en el cens del 2010 tenia 2.496 habitants.